# Saykoji
Ignatius Rosoinaya Penyami, más conocido como Saykoji (Balikpapan, Kalimantan Oriental, 8 de junio de 1983), es un cantante y rapero indonesio. A través de la canción "So What Gitu Loh" en su primer álbum de su mismo nombre se hizo conocido públicamente Saykoji en 2004. En ese momento, es un rapero que se calcula después de la era de Iwa K atenuado. Obtuvo astante éxito con su primer álbum, luego lanzó su segundo álbum con el single "Singles" que son también popularmente conocido entre la generación más joven,Saykoji también participa en un álbum recopilatorio lanzado por EMI y que fue lanzado con el single titulado "ngesot Cucaracha".

## Álbum
- 2004: Saykoji (Self Tittle) diedarkan oleh Blackboard / EMI Records
- 2006: Musik Hati diedarkan oleh Blackboard / EMI Records
- 2008: Disciples : Switch diedarkan oleh Impact Music

## Filmografía
- Selendang Rocker (2009)

## Iklan
- Indosat IM3
- Honda Genuine Parts